# Almindelig fennikel
Almindelig Fennikel (Foeniculum vulgare) er den eneste art i slægten fennikel (Foeniculum), der er en del af skærmplante-familien.
Den er udbredt i Makaronesien, Nordafrika, Mellemøsten og Pakistan. Sæsonen varer fra juli til oktober, og planten kendes på den hvid-grønne knold dannet af opsvulmede bladskeder. Fennikel er i familie med dild og persille, og dens blade har store lighedstræk med dild.
Smagen er mild og let sødlig med toner af lakrids og anis. Planten er rig på A-, B- og C-vitaminer. Fennikel indgår i fremstillingen af bland andet absint, pastis, det kinesiske femkrydderipulver og snaps.
Almindelig fennikel stammer fra Vestasien og Middelhavsområdet, hvor den har været brugt som krydderi siden oldtiden. I Egypten har fennikel været kendt som medicinplante i flere tusind år og siges at hjælpe mod krampe, migræne, mave-tarmkatar, diarré og luft i tarmene.
I Nordeuropa blev fennikel først for alvor udbredt om grøntsag fra 1980'erne. Den har en delikat smag, skåret i skiver og stegt på panden eller ovnbagt med ost, ligesom den i mindre tern er glimrende i supper, kødsovs og simreretter. Rå og tyndtskåret på mandolinjern kan fennikel bruges i salater. 
I middelhavskøkkenet indgår både den friske grøntsag og tørrede fennikelfrø i mange retter, eksempelvis den klassiske sydfranske fiskesuppe Bouillabaisse.